# María Errázuriz
María Josefa Errázuriz Echaurren (1861 - 1 de mayo de 1922) fue una mujer chilena, cónyuge del presidente Germán Riesco Errázuriz, siendo primera dama en su mandato entre 1901 y 1906.

## Biografía
Fue la octava hija, de un total de trece hijos, del matrimonio compuesto entre Federico Errázuriz Zañartu, presidente de la República entre 1871 y 1876, y Eulogia Echaurren García-Huidobro, ambos provenientes de las familias más acaudaladas y conocidas de Santiago. Su hermano mayor, Federico Errázuriz Echaurren, también ocupó el cargo de presidente de Chile, entre 1896 y 1901, cuando falleció.
El 7 de enero de 1880, se casó con su primo Germán Riesco Errázuriz, hijo de su tía Carlota Errázuriz Zañartu y Mauricio Riesco Droguett, quien era hijo de Manuel Riesco de la Vega, fundador del apellido Riesco en Chile. Germán Riesco fue presidente de Chile entre 1901 y 1906, es decir, fue el sucesor de su hermano Federico en el cargo. El matrimonio tuvo ocho hijos, entre ellos, Germán Ignacio Riesco, quien llegó a ser ministro de Estado en dos oportunidades.
María Errázuriz Echaurren falleció el 1 de mayo de 1922. Su tumba se encuentra en el Cementerio General de Santiago.